# Uendel Pereira Gonçalves
Uendel Pereira Gonçalves, genannt Uendel, (* 8. Oktober 1988 in Araranguá) ist ein ehemaliger brasilianischer Fußballspieler. Er spielte auf der Position eines linken Außenverteidigers.

## Karriere
Uendel fing seine sportliche Karriere beim Criciúma EC an. Hier schaffte er auch 2007 den Sprung in den Profikader. Hier fiel er bereits zu Jahresanfang bei der Staatsmeisterschaft von Santa Catarina auf, so dass der Fluminense FC aus Rio de Janeiro ihn für die nächste Saison verpflichtete.
Nach verschiedenen Stationen kam er 2014 zum SC Corinthians nach São Paulo. Hier fand er sich hauptsächlich als Einwechselspieler wieder, wurde mit der Mannschaft in der Série A 2015 aber nationaler Meister. Zur Saison 2017 wechselte Uendel zum SC Internacional. Nach der Meisterschaft 2020, in der Internacional Vizemeister wurde, verließ Uendel den Klub.
Im März 2021 unterzeichnete er einen Vertrag beim Cuiabá EC. Der Vertrag erhielt eine Laufzeit über zwei Jahre.

## Erfolge
Avaí
- Staatsmeisterschaft von Santa Catarina: 2009, 2010

Corinthians
- Campeonato Brasileiro de Futebol: 2015

Cuiabá
- Staatsmeisterschaft von Mato Grosso: 2021, 2022, 2023